# Maratón de Chicago de 2023

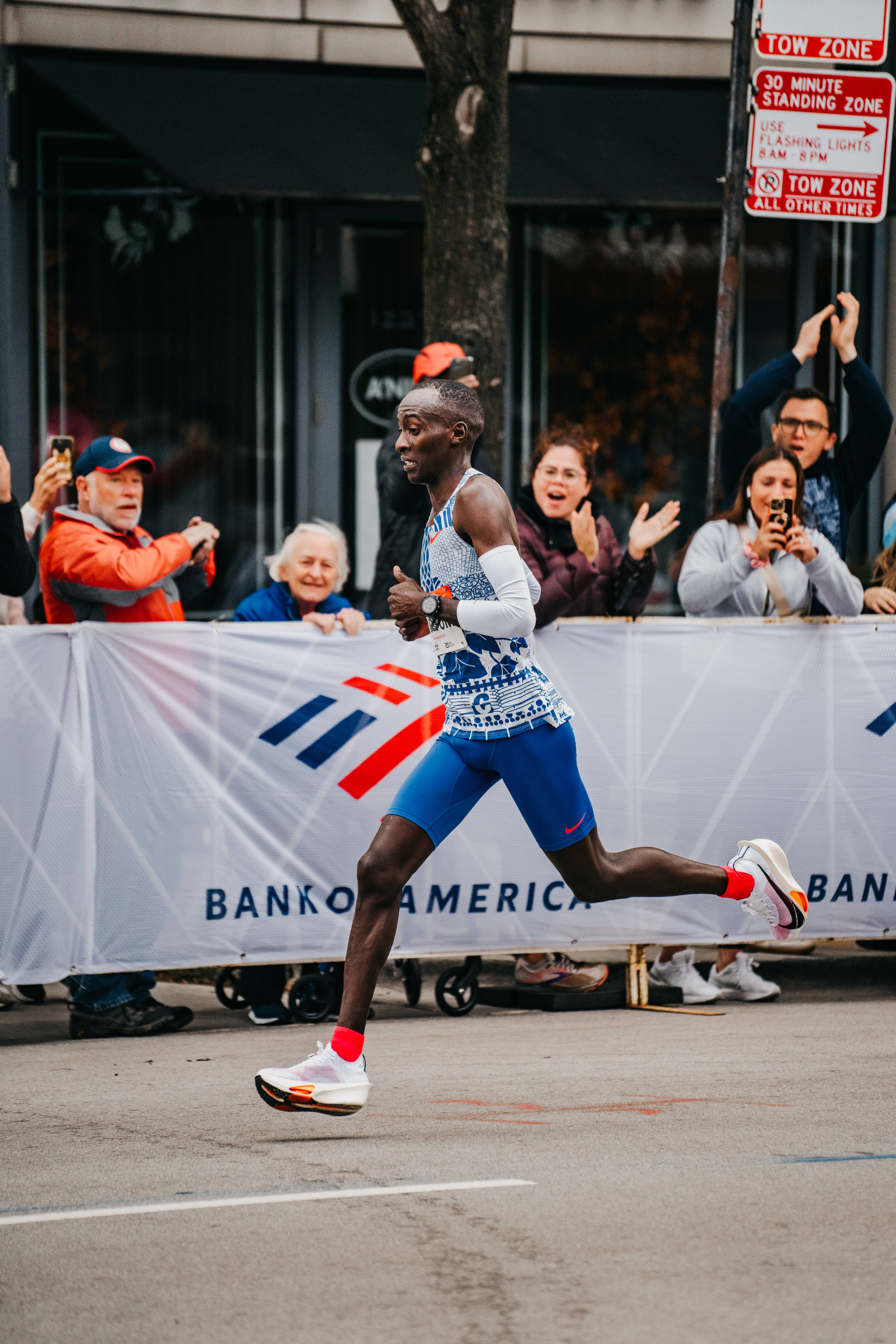

La Maratón de Chicago de 2023 fue una carrera de atletismo celebrada el 8 de octubre de 2023 en Chicago, Illinois, Estados Unidos. Fue la cuadragésima quinta edición de la Maratón de Chicago, que se organizó por primera vez en 1977. Kelvin Kiptum ganó la prueba masculina y Sifan Hassan se impuso en la femenina.

## Resultados
Se muestran los diez primeros clasificados de cada modalidad.

### Masculina
| Posición          | Corredor           | Nacionalidad   | Tiempo        |
| ----------------- | ------------------ | -------------- | ------------- |
| Medalla de oro    | Kelvin Kiptum      | Kenia          | 02:00:35 (RM) |
| Medalla de plata  | Benson Kipruto     | Kenia          | 02:04:02      |
| Medalla de bronce | Bashir Abdi        | Bélgica        | 02:04:32      |
| 4                 | John Korir         | Kenia          | 02:05:09      |
| 5                 | Seifu Tura Abdiwak | Etiopía        | 02:05:29      |
| 6                 | Conner Mantz       | Estados Unidos | 02:07:47      |
| 7                 | Clayton Young      | Estados Unidos | 02:08:00      |
| 8                 | Galen Rupp         | Estados Unidos | 02:08:48      |
| 9                 | Sam Chelanga       | Estados Unidos | 02:08:50      |
| 10                | Takashi Ichida     | Japón          | 02:08:57      |

### Femenina
| Posición          | Corredora             | Nacionalidad   | Tiempo   |
| ----------------- | --------------------- | -------------- | -------- |
| Medalla de oro    | Sifan Hassan          | Países Bajos   | 02:13:44 |
| Medalla de plata  | Ruth Chepngetich      | Kenia          | 02:15:37 |
| Medalla de bronce | Megertu Alemu         | Etiopía        | 02:17:09 |
| 4                 | Joyciline Jepkosgei   | Kenia          | 02:17:23 |
| 5                 | Tadu Teshome Nare     | Etiopía        | 02:20:04 |
| 6                 | Genzebe Dibaba Keneni | Etiopía        | 02:21:47 |
| 7                 | Emily Sisson          | Estados Unidos | 02:22:09 |
| 8                 | Molly Seidel          | Estados Unidos | 02:23:07 |
| 9                 | Rose Harvey           | Reino Unido    | 02:23:21 |
| 10                | Sara Vaughn           | Estados Unidos | 02:23:24 |